# Hildesheim
Hildesheim é uma cidade da Alemanha, capital do distrito de Hildesheim, estado da Baixa Saxônia. A cidade estende-se ao longo do rio Innerste, o qual nasce a 80 km ao sul da cidade, na cordilheira Harz. Hildesheim possui uma universidade e um porto fluvial.

## História
Hildesheim foi fundada como sede episcopal católica em 815. O primeiro bispo foi Gunthar. Hildesheim foi elevada a cidade em 1249 e tornou-se uma cidade fortificada no século XIII e foi um centro econômico e cultural no norte da Alemanha. Foi um membro da Liga Hanseática, uma aliança de cidades mercantis. Por volta do século XIII, Hildesheim tinha uma população de 5.000 habitantes, mais que Berlim, Munique e Hanôver. Na Idade Média, era uma das mais ricas e significativas cidades do norte da Alemanha. Muitas igrejas foram construídas.
103 804
Em 1939, 72.000 habitantes moravam na cidade. Na Segunda Guerra Mundial, a cidade foi o alvo de oito ataques aéreos. O centro foi destruído durante o ataque do 22 de março de 1945. 28% das construções da cidade foram destruídas e 44% danificadas. O número de casualidades reportados foi de 1.732. Os trabalhos de reconstrução iniciaram ainda em 1945. Muitas construções medievais foram reconstruídas a partir de planos originais, utilizando também pinturas antigas e fotografias de antigos moradores. Em 1951, a população da cidade atingiu o número do pré-guerra.
O número de habitantes chegou ao ápice em 1974 com 107.000 residentes. A população em 2016 era de 103.804 habitantes.
Oskar Schindler, empresário célebre por ter salvo 1.200 trabalhadores judeus do Holocausto durante a Segunda Guerra Mundial, viveu em Hildesheim entre 1971 e 1974 na Rua Goettingstrasse 30 no bairro Weststadt e morreu num hospital em Hildesheim em 1974.
A Universidade de Hildesheim (7.000 estudantes em 2017) foi fundada em 1971.

## Religião
Hildesheim é uma sede episcopal católica desde 815. Em 1542, a cidade aceitou a Reforma Protestante. Atualmente, a composição religiosa é a seguinte: 24,9% dos habitantes são católicos, 33,5% protestantes, 2,3% muçulmanos e 39,3% de outras religiões o sem religião.

## Transportes
Linhas ferroviárias de longa distância ligam Hildesheim com Berlim e com todas as principais cidades alemãs. Ferrovias regionais fornecem acesso a Hanôver e às regiões vizinhas de Baixa Saxônia. Hildesheim tem duas estacões ferroviárias e um porto fluvial.

## Atrações turísticas
- Catedral de Santa Maria e Igreja de São Miguel em Hildesheim (Patrimônio Mundial).
- Praça do Mercado com muitos edifícios históricos, como a Casa Knochenhauer-Amtshaus (1527), a mais alta casa em enxaimel na Alemanha. A prefeitura foi construída em 1268, é uma das mais antigas prefeituras na Alemanha.
- Muitas casas em enxaimel no centro histórico, como a Wernersches Haus (1616) e a Waffenschmiedehaus (1548).
- Igreja de São Andreas. A igreja foi construída no século XIV em estilo gótico. A torre, completada em 1883, possui 114 metros de altura, é a torre mais alta de Baixa Saxônia. A igreja foi destruída por um bombardeio em 1945 e reconstruída entre os anos de 1956 e 1965.
- Muralha e terrapleno da Idade Média. Hildesheim tornou-se uma cidade fortificada no século XIII. Uma parte do centro histórico é ainda rodeada pela antiga muralha e terrapleno antigo.
- Igreja de São Gotardo. A igreja, construída entre os anos de 1133 e 1172, é um exemplo importante de arquitectura românica. Foi levemente danificada durante um ataque aéreo em 22 de março de 1945. A reconstrução foi completada em dezembro de 1945.
- Torre Kehrwiederturm. A torre, construída no século XIII perto da rua pintoresca Lappenberg com muitas casas em enxaimel, é uma parte da muralha antiga no bairro Neustadt e possui 30 metros de altura.
- Monumento da sinagoga (1988) na rua Lappenberg na antiga judiaria.
- Parque histórico Magdalenengarten (entre os anos de 1720 e 1725) no estilo barroco.
- Igreja de São Maurício. A igreja no bairro Moritzberg, perto da rua pitoresca Bergstrasse com muitas casas em enxaimel, foi construída no ano de 1068 em estilo românico. No século XVIII foram realizadas renovações importantes no estilo barroco. A torre foi construída no ano 1765. A igreja não foi danificada durante a Segunda Guerra Mundial.
- Castelo de Steuerwald no norte da cidade perto do porto fluvial de Hildesheim. O castelo foi fundado no ano 1310 e construído em estilo românico. A torre, construída em 1325, possui 26 metros de altura. A capela do castelo (Magdalenenkapelle), foi construída em 1310 em estilo românico e renovada em estilo gótico no século XIV.
- Igreja de São Lambert no bairro Neustadt, perto das ruas pitorescas Knollenstrassse e Kesslerstrasse com muitas casas em enxaimel. A igreja em estilo gótico foi fundada em 1474 e a construcão foi completada em 1488. Foi severamente danificada durante o bombardeio de 22 de março de 1945. A reconstrução foi completada em 1952.
- Castelo de Marienburg, localizado às margens do rio Innerste no sul da cidade. O castelo foi construído entre os anos de 1346 e 1349. A torre possui 31 metros de altura.

## Cidadãos notórios
- Ludolph van Ceulen (1540—1610), matemático
- Heinrich Friedrich Link (1767—1851), botânico e naturalista
- Adolf Bertram (1859—1945), bispo de Hildesheim e arcebispo de Breslau
- Adolf Hurwitz (1859—1919), matemático
- Hans Krebs (1900—1981), bioquímico e médico
- Oskar Schindler (1908-1974), empresário célebre por ter salvo 1.200 trabalhadores judeus do Holocausto durante a Segunda Guerra Mundial
- Harald Freiherr von Elverfeldt (1900—1945), militar
- Wolfram Sievers (1905—1948), oficial da SS
- Klaus Berger (1940—), teólogo
- Mirko Slomka (1967—), ex-treinador de futebol
- Holger Apfel (1970—), político
- Filhos de Ernesto Augusto V, Príncipe de Hanôver:
  - Ernesto Augusto de Hanôver (1983—)
  - Cristiano de Hanôver (1985—)

## Cidades-irmãs
- Angoulême, França (desde 1965)
- El Minia, Egito (desde 1975)
- Weston-super-Mare, Inglaterra, Reino Unido (desde 1983)
- Padang, Indonésia (desde 1988)
- Halle an der Saale, Alemanha (desde 1990)
- Gelendjik, Rússia (desde 1992)
- North Somerset, Inglaterra, Reino Unido (desde 1997)
- Pavia, Itália (desde 2000)

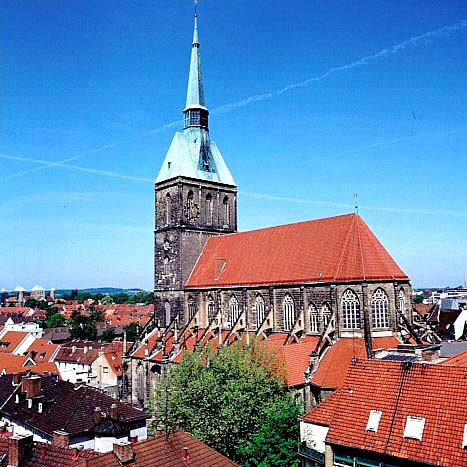
Igreja de São Andreas
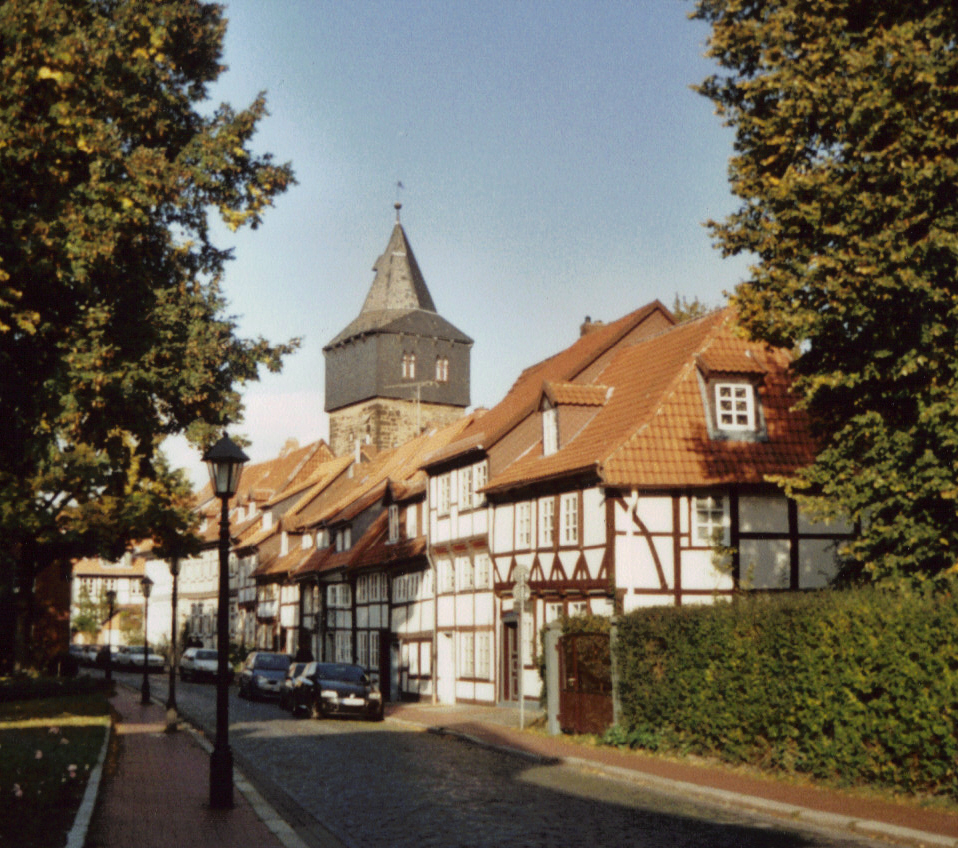
Rua Lappenberg e a torre Kehrwiederturm
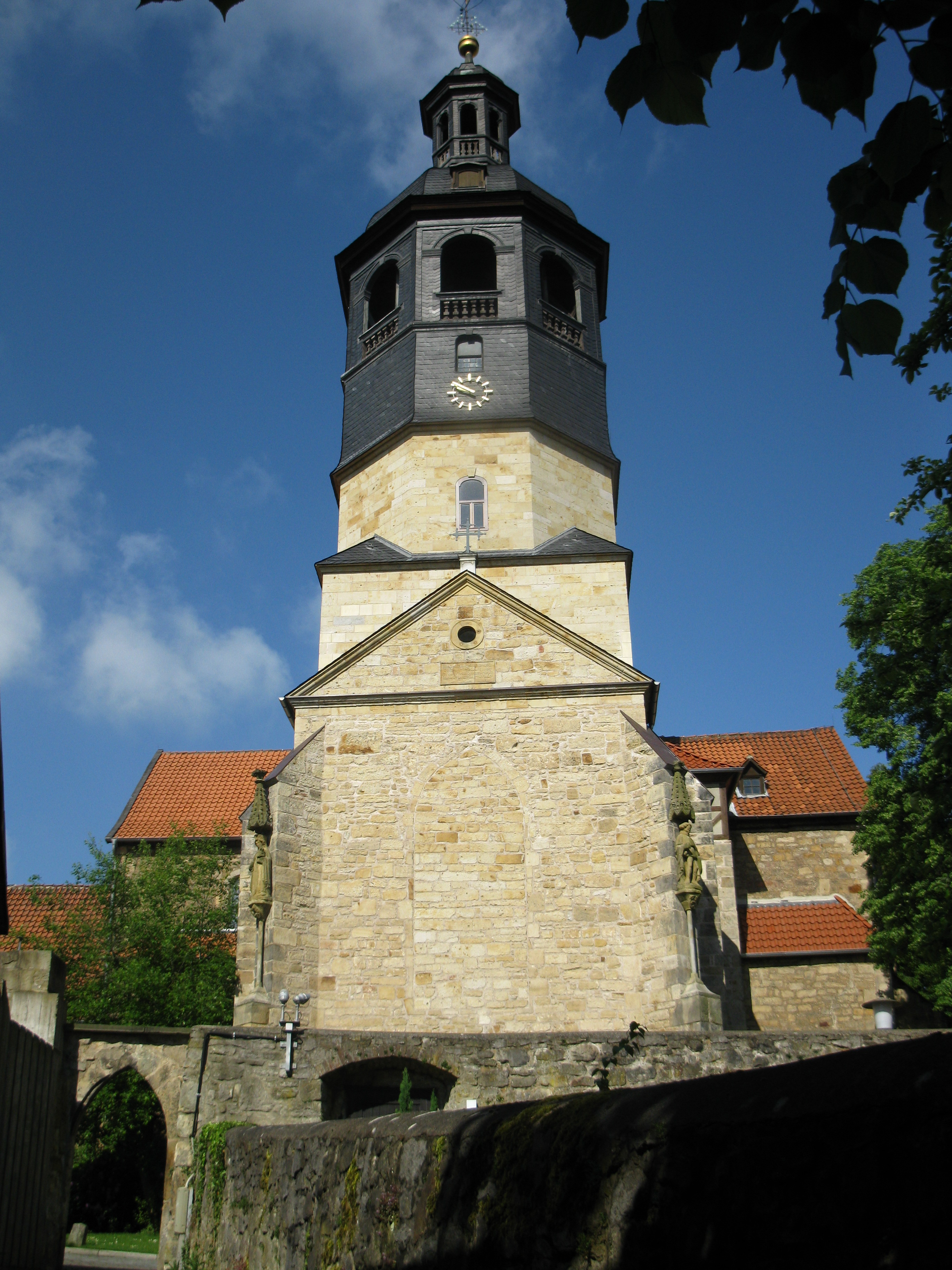
Igreja de São Mauritius (1068)
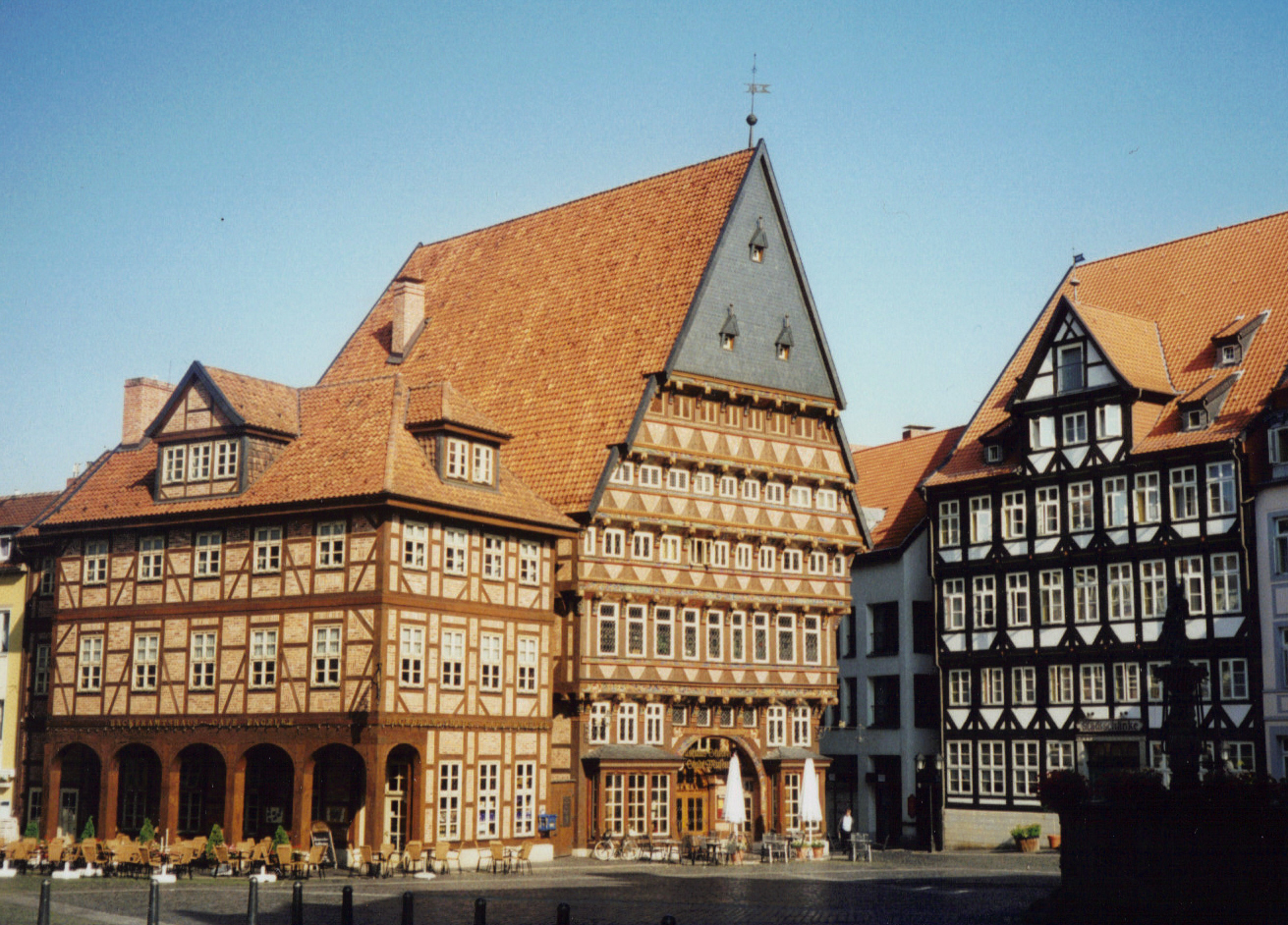
Casa Knochenhauer-Amtshaus (1527) na Praça do Mercado
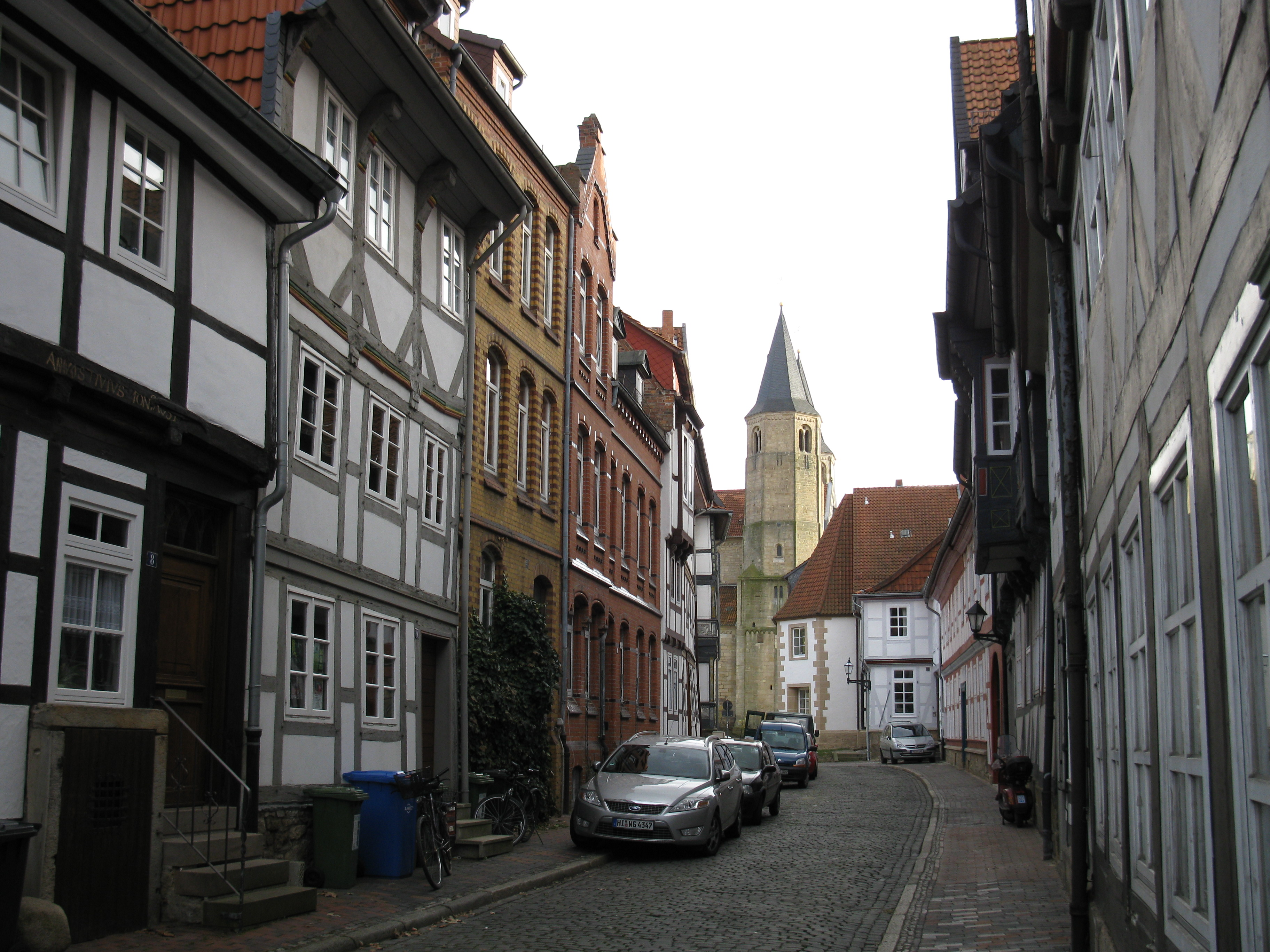
Rua Hinterer Brühl e Igreja de São Gotardo no fundo
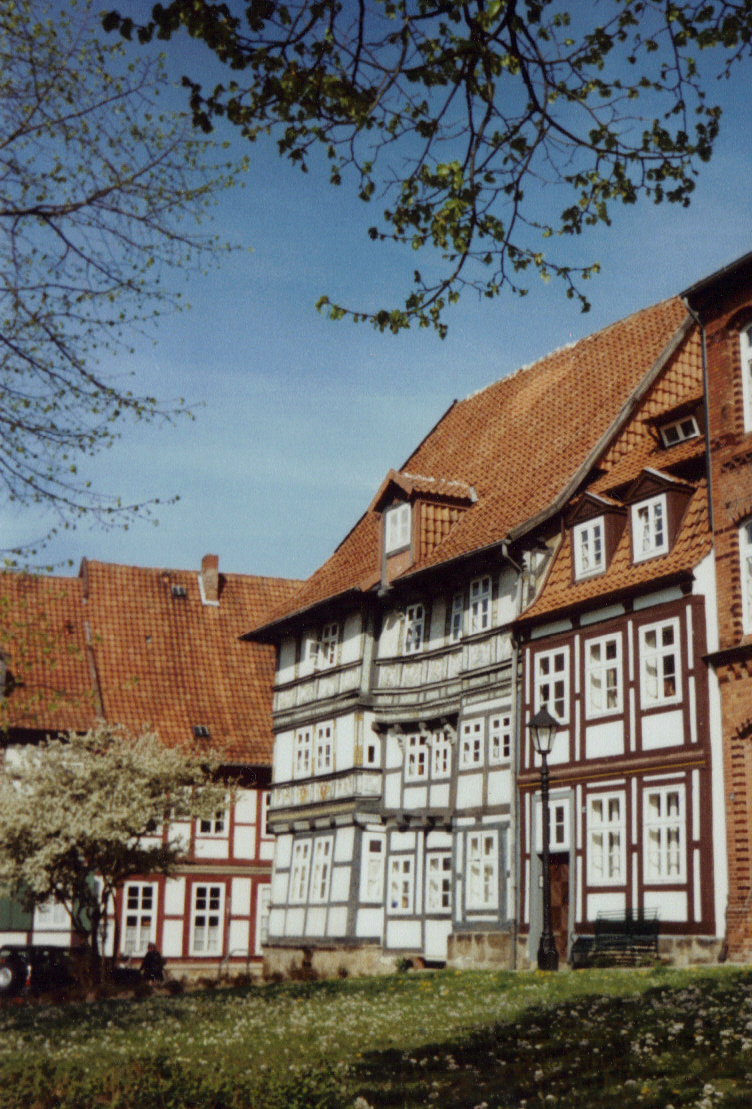
A casa Wernersches Haus (1616)
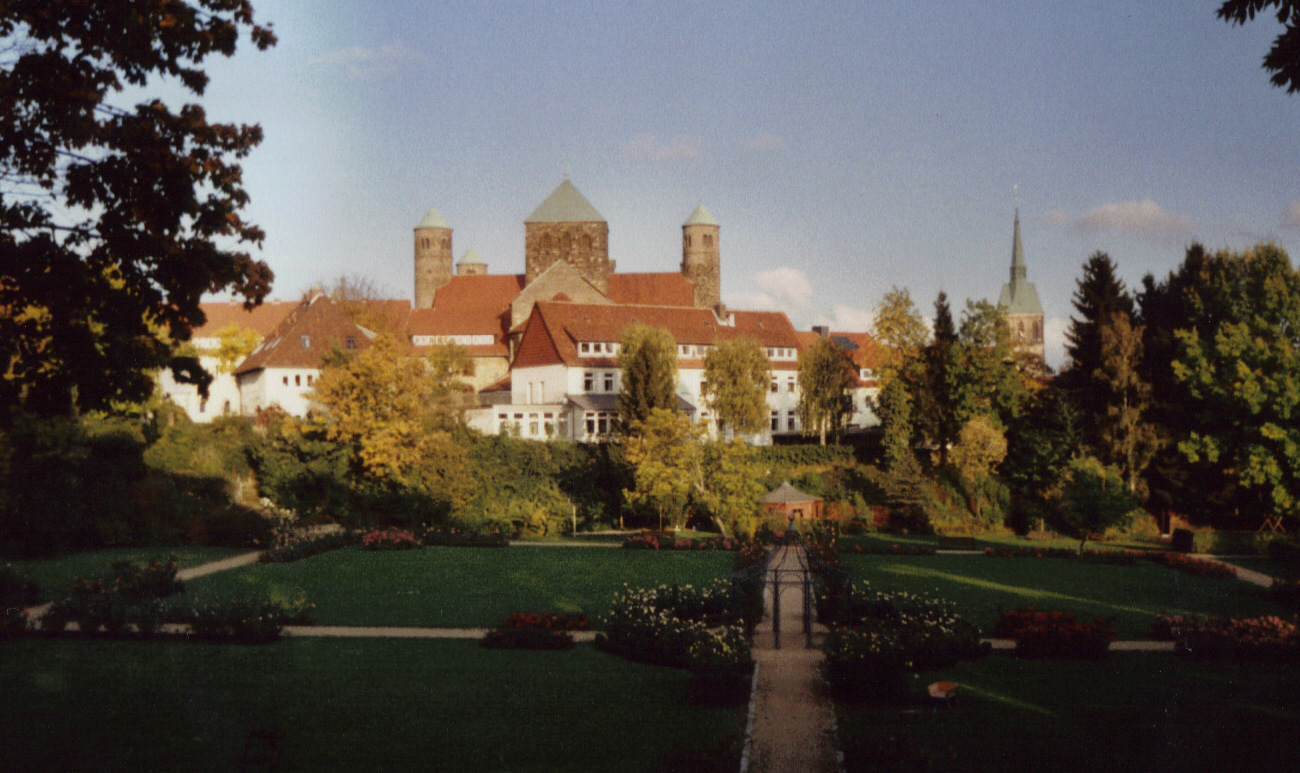
Igreja de São Miguel, Património Mundial
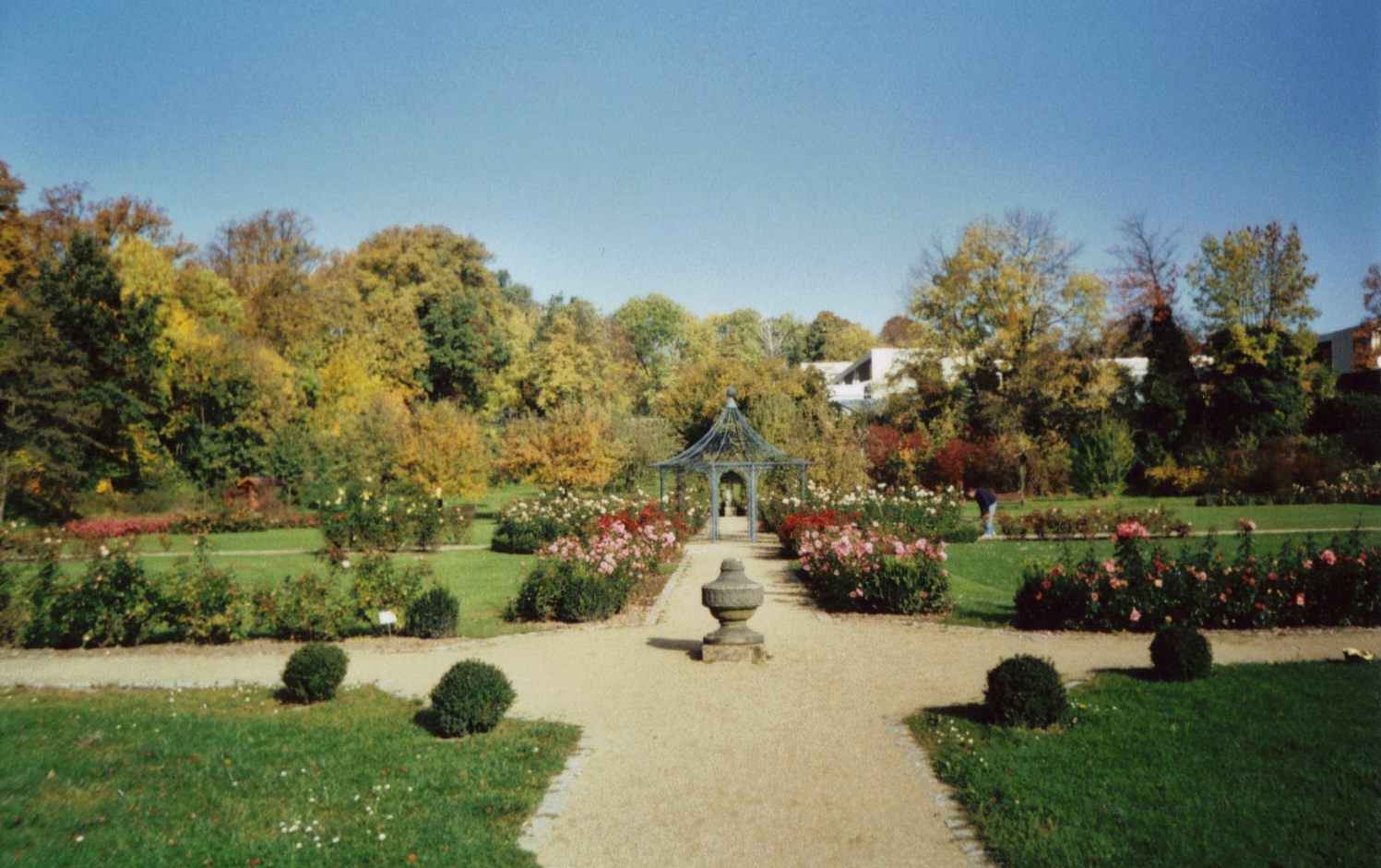
Parque histórico Magdalenengarten
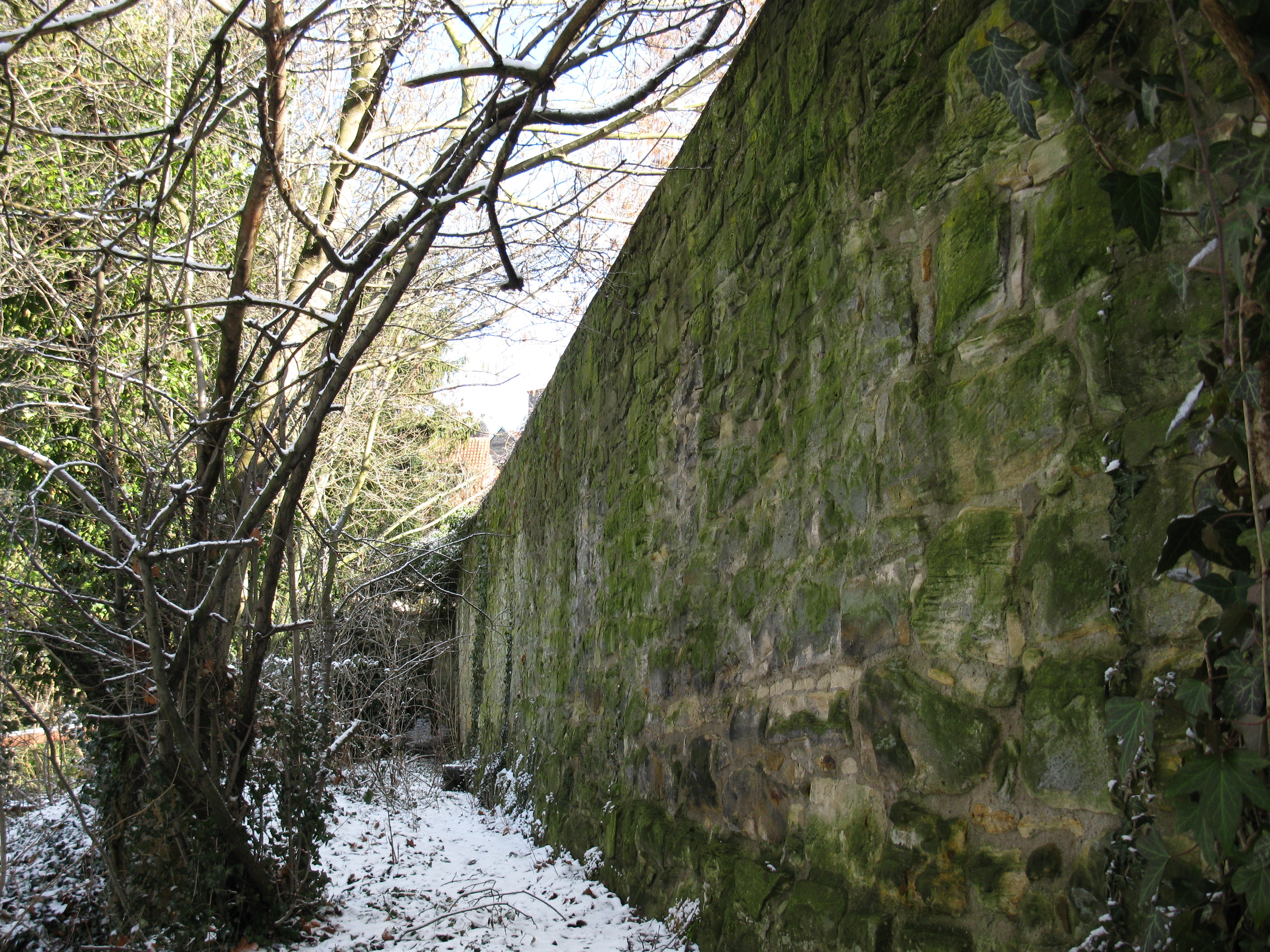
Muralha da Idade Média
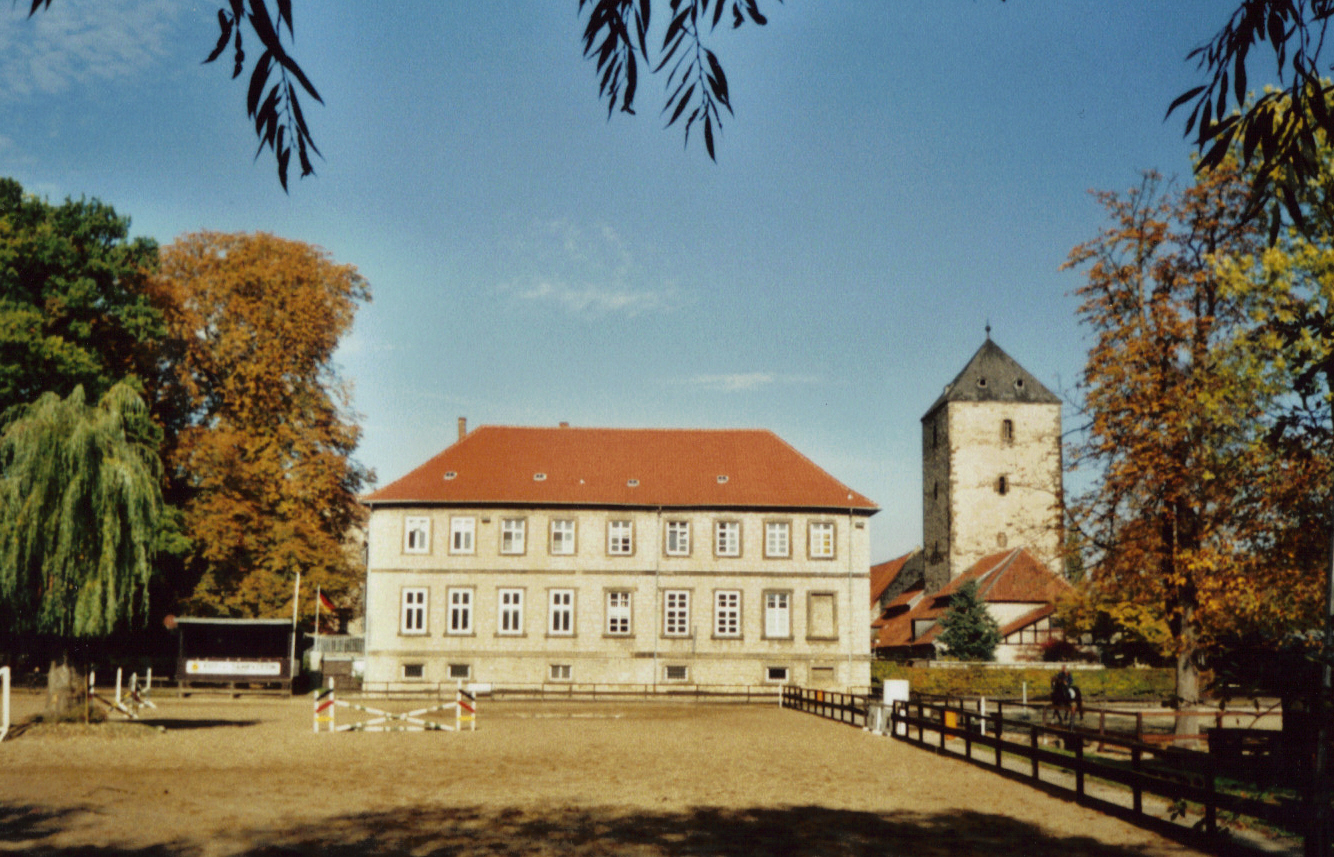
Castelo Steuerwald
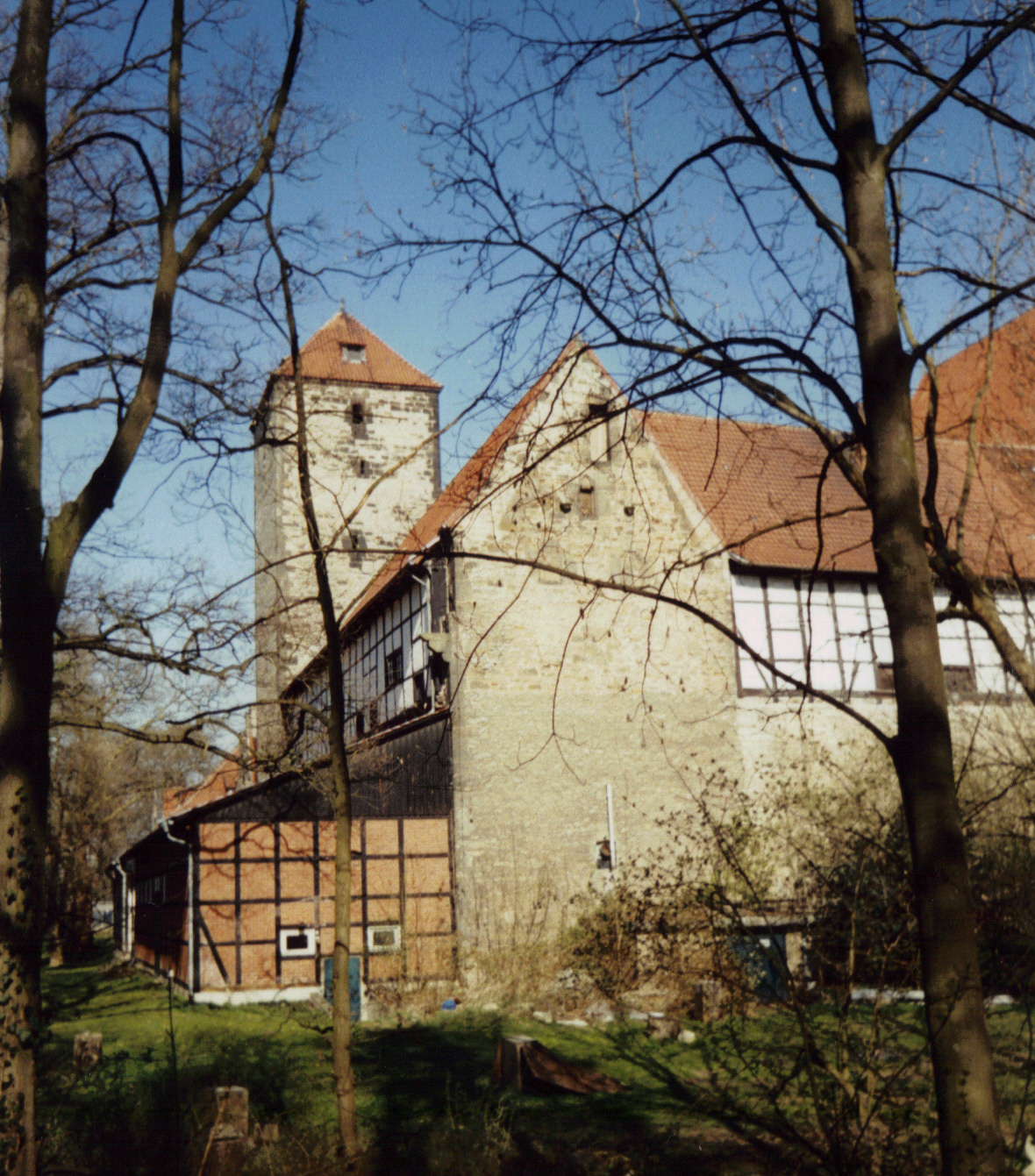
Castelo Marienburg
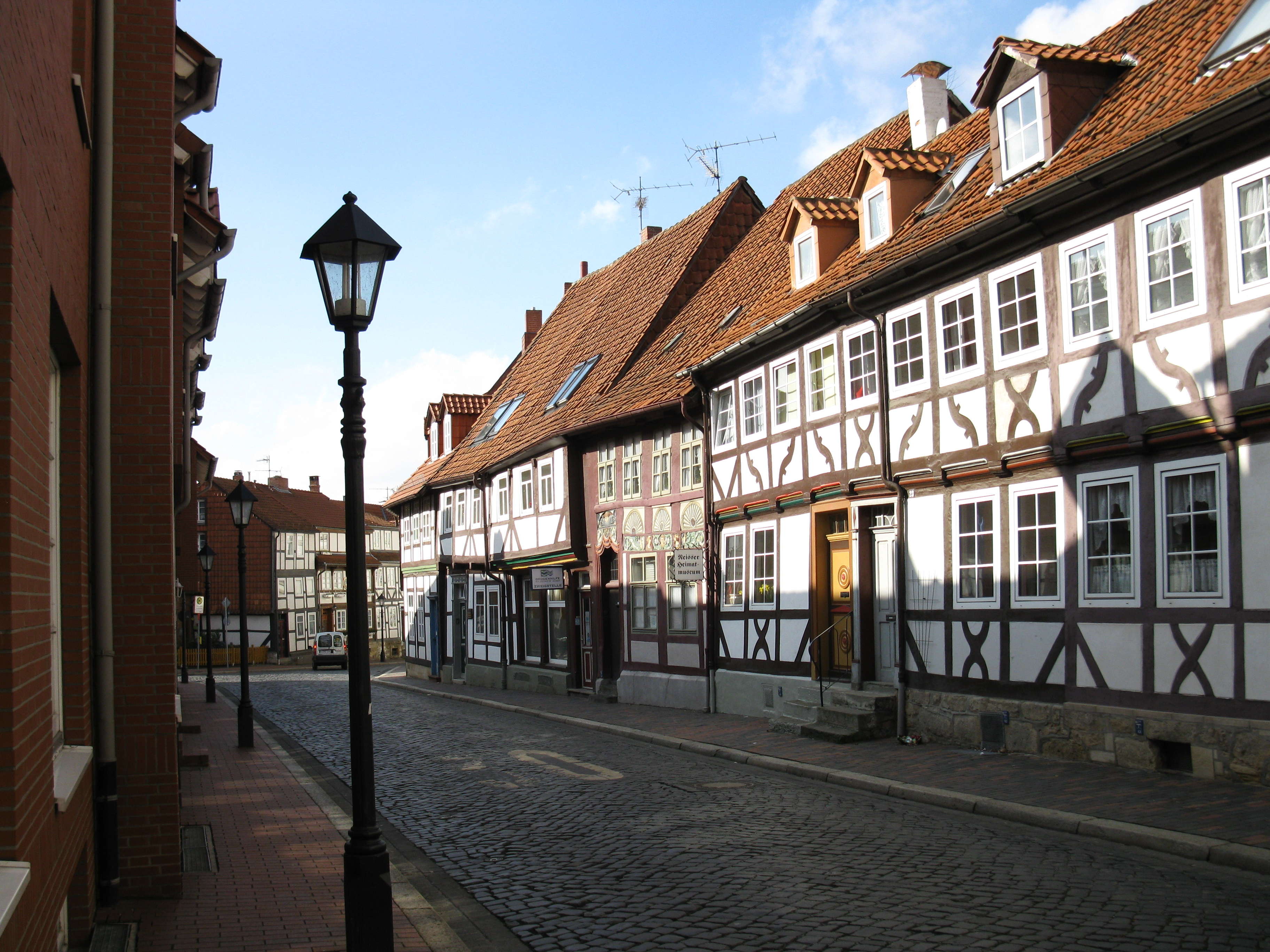
Rua Gelber Stern
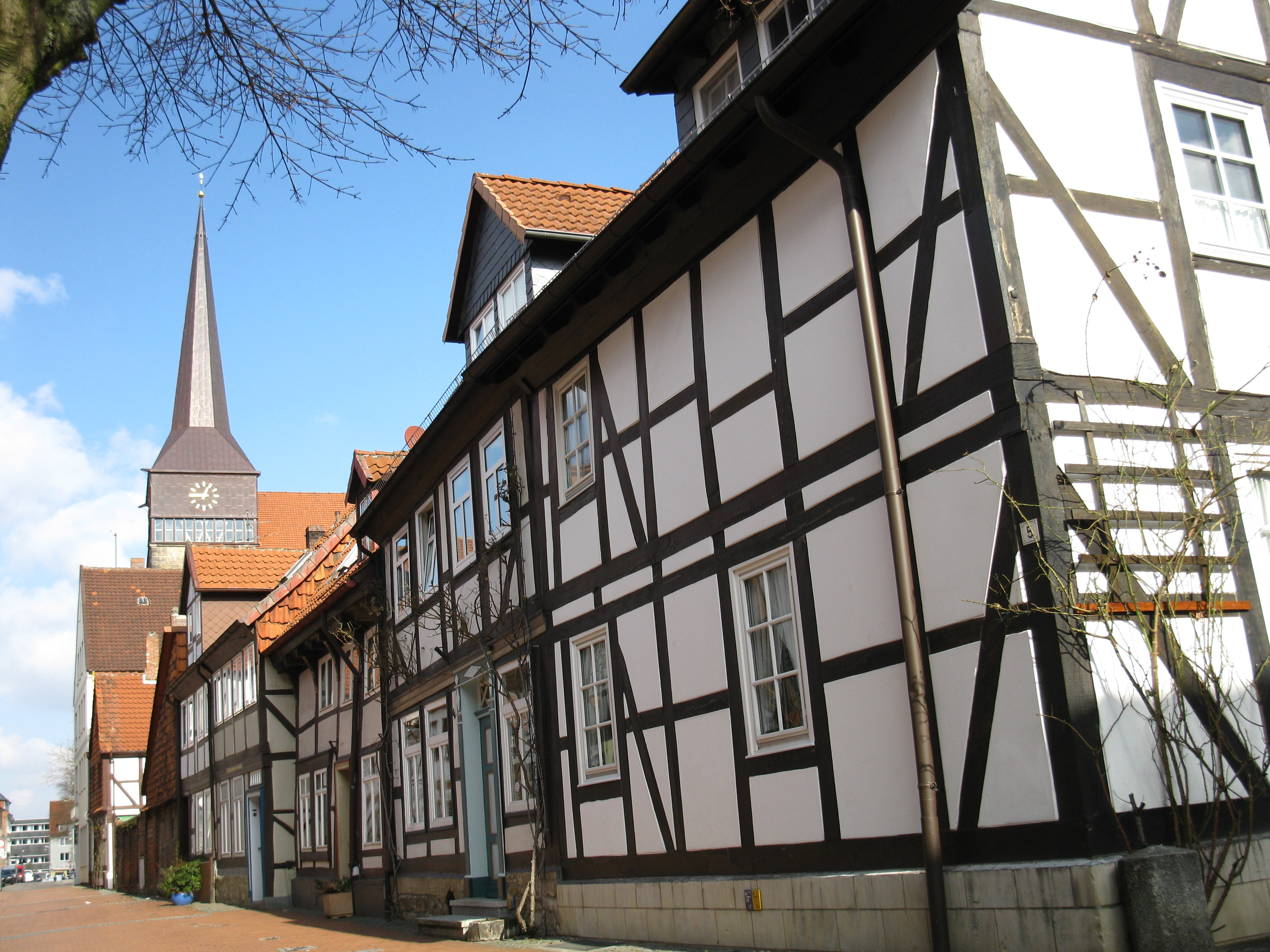
Rua Knollenstraße e Igreja de São Lambert
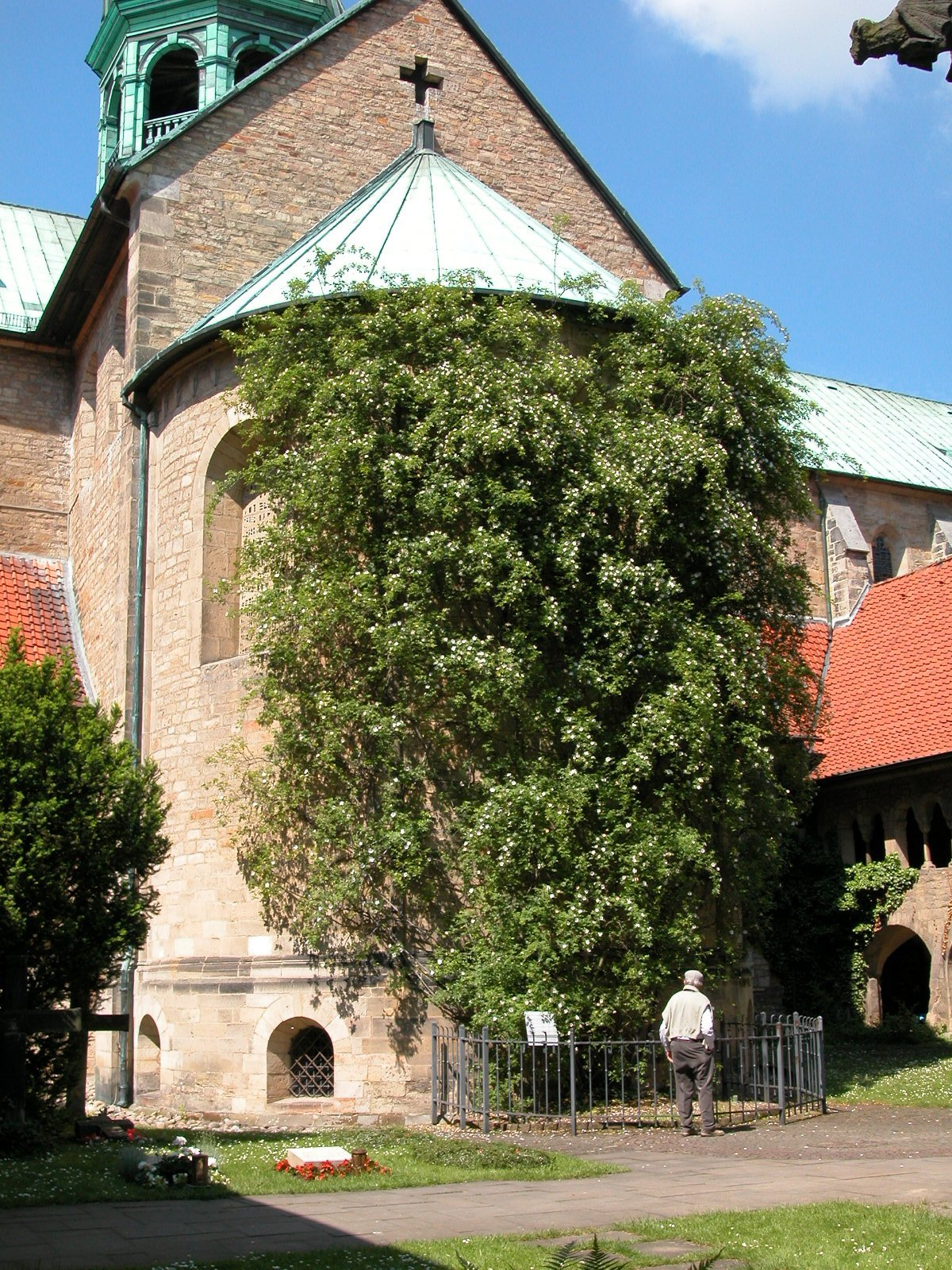
Roseira com 1.000 anos na Catedral
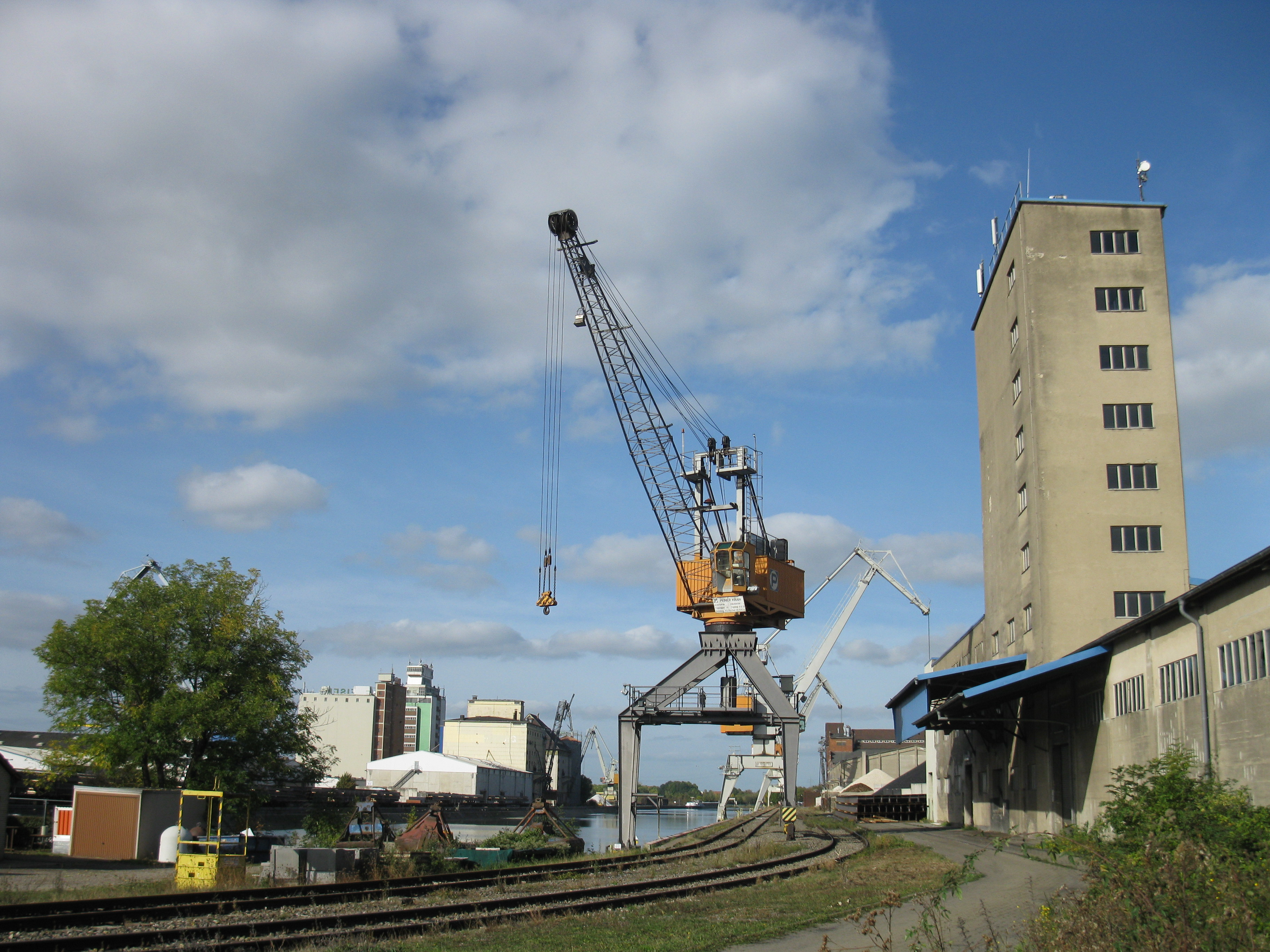
Porto fluvial de Hildesheim
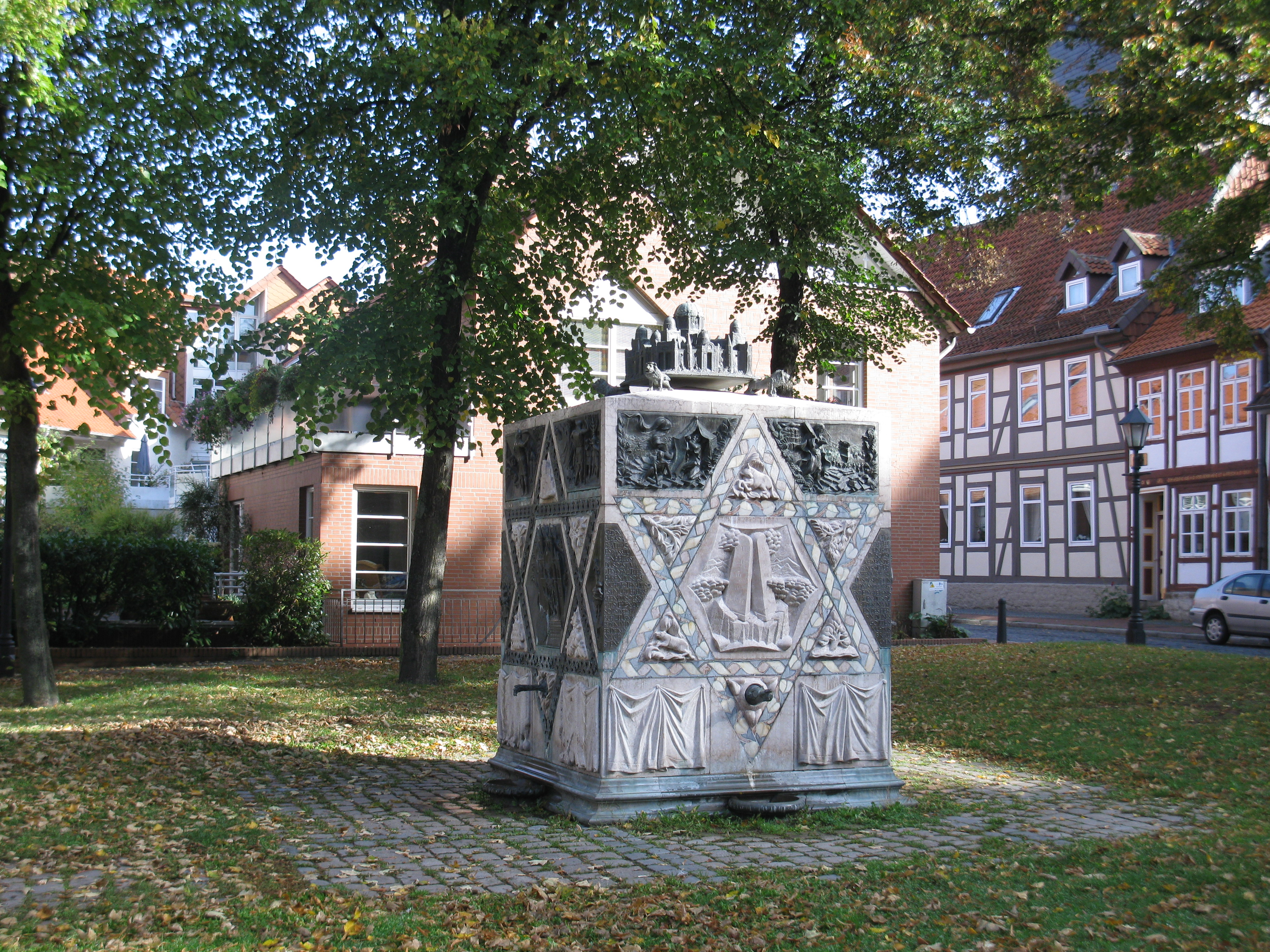
Monumento da sinagoga na Rua Lappenberg.